# Belá (Nitra)
|  | No s'ha de confondre amb Belá (Žilina). |

Belá és un poble i municipi d'Eslovàquia que es troba a la regió de Nitra, al sud-oest del país. El 2022 tenia una població estimada de 329 habitants.

## Demografia
| Godina             | 1994 | 2004   | 2014    | 2024 |
| ------------------ | ---- | ------ | ------- | ---- |
| Nombre de persones | 424  | 413    | 350     | 315  |
| Diferència         |      | −2,59% | −15,25% | −10% |

| Godina             | 2023 | 2024   |
| ------------------ | ---- | ------ |
| Nombre de persones | 319  | 315    |
| Diferència         |      | −1,25% |